# Didymodon giganteus
Didymodon giganteus (deutsche Namen sind Großes Doppelzahnmoos und Blaugrünes Doppelzahnmoos) ist eine Laubmoos-Art aus der Familie Pottiaceae.

## Merkmale
Das Moos bildet lockere, bis 15 Zentimeter hohe, braungrüne bis rotbraune Polsterrasen. Die Blätter sind trocken kraus, feucht stark zurückgebogen. Sie sind aus breit eiförmiger Basis in eine schmal lanzettliche Spitze verschmälert. Die Blattränder sind ganzrandig und unten umgerollt, die rotbraune Blattrippe reicht bis in die Blattspitze. Die Laminazellen sind oben teilweise rundlich, teilweise drei- bis fünfeckig oder sternförmig, papillös und immer stark dickwandig, unten verlängert, getüpfelt und stark unregelmäßig buchtig verdickt.
Sporophyten sind unbekannt.
Didymodon giganteus unterscheidet sich von anderen Arten der Gattung besonders durch die Größe der Pflanzen und durch die Laminazellen mit stark buchtig verdickten Zellwänden.

## Systematik
Die Art wurde lange in der monotypischen Gattung Geheebia Schimp. als Geheebia gigantea (Funck) Boulay geführt. Nach Ergebnissen aus molekularsystematischen Studien wird sie nunmehr der Gattung Didymodon zugeordnet. 

## Verbreitung und Standortansprüche
Didymodon giganteus kommt in Europa, Asien und in Nordamerika vor. In Mitteleuropa ist das Moos in den Kalkalpen ziemlich verbreitet, hier steigt es bis in die alpine Höhenstufe und wächst an frischen bis feuchten, lichtreichen bis halbschattigen Stellen auf steinigen Böden, Mergel, Kalk-, Dolomit- und kalkhaltigem Silikatgestein. Frühere Vorkommen in Kalkmooren des Alpenvorlandes sind beinahe erloschen.